# 荒巻セントラルプラザ
荒巻セントラルプラザ（あらまきセントラルプラザ）は、宮城県仙台市青葉区荒巻本沢にかつて存在した地域密着型のショッピングセンター。
209戸の賃貸マンション「ハイネス荒巻」を併設していた。
地元住民からは「センプラ」と呼ばれていた。
東北地方太平洋沖地震（東日本大震災）で被災したため閉鎖された。

## 概要
1976年（昭和51年）11月8日に「東北ニチイ」が出店を表明していたが、同月16日にデベロッパーの「株式会社 高松」が「荒巻セントラルプラザ」の開設を届け出たが、届け出の売場面積から約60％を削減されたことから十分な品ぞろえが出来ないとして「東北ニチイ」が出店を断念した。
結局、核店舗として宮城県初出店のヨークベニマル荒巻店が1階で食料品を、エンドーチェーン荒巻店が衣料品・雑貨を販売し、46店の専門店が多数入る構成で、1977年（昭和52年）12月1日に開業した。
当店の開業により当店近隣からの集客が落ち込んだことが、仙台駅ビル「エスパル」開業と共に仙台ジャスコシティに打撃を与え、1980年（昭和55年）11月7日に「ジャスコ一番町」として新装開店する要因の一つとなったとされている。
また、開業翌年の1978年（昭和53年）6月12日に発生した宮城県沖地震では、各住戸に設置してあった温水器が廊下に多数落下する被害が発生した。
場所は梅田川中流左岸（北岸）にある滝道山の東麓で、市道荒巻泉線沿いである（北緯38度17分27.8秒 東経140度51分22.8秒 / 北緯38.291056度 東経140.856333度）。

開業当時の近隣地区は、中山ニュータウンなどの建設が進んで全国屈指の人口急増地区として知られていた。

当プラザは、これらの新興住宅地などから仙台市都心部、あるいは明治時代から開発されてきた梅田川右岸（南岸）の北山丘陵の住宅地から北仙台に向かう自動車動線が集中する荒巻中央の交差点に隣接し、大規模な屋上駐車場を備えたロードサイド店舗型総合スーパー（GMS）として開業当初から広域な商圏を形成した。当時社会現象となった「スペースインベーダー」から児童向け遊具まで各種遊戯設備の充実に加え、「ファミコン」などの人気商品も仙台市中心部まで赴かずに当プラザ内で購入が可能だった為、常に大勢の来店客で賑わい、屋上駐車場のみでは収容し切れず数十台を収容出来る第二駐車場も設置した。それでも来店客の車が溢れ、当プラザ周辺の細道には路上駐車が横行した。また、駐車待ちの車列が市道荒巻泉線におよび、変則五叉路の荒巻中央の交差点まで深刻な渋滞箇所となった。
梅田川をはさんで本沢2丁目にAコープ宮城が平面駐車場を備えた店舗（Aコープ荒巻店）を開店したが、当プラザの集客力には勝てずに閉店。しかし、1987年（昭和62年）に、宮城県道264号大衡仙台線沿いにみやぎ生協桜ヶ丘店が開業し、1988年（昭和63年）11月に供用開始された宮城県道37号仙台北環状線沿いなどに当プラザを凌ぐ大規模GMSなどが次々と開業すると、入店するのに渋滞を覚悟しなくてはならない当プラザは敬遠されて、徐々に近隣型スーパー（NSC）に近い状態になっていった。
2010年（平成22年）9月、当プラザ背後を通過する県道大衡仙台線の本沢工区が開通し、当プラザ前の市道荒巻泉線のバイパスの位置付けとなったため、当プラザは旧道あるいは裏道に面する商業施設となった。また、核店舗の「ヨークベニマル荒巻店」（店舗面積：約300坪）が同年10月10日を以って閉店し、「ヨークベニマル新荒巻店」（店舗面積：600坪強）として駐車場132台を備えて県道大衡仙台線の本沢工区沿いに同年10月15日移転・開業した。
なお、当プラザのビルとマンション「ハイネス荒巻」は、所有者が2009年（平成21年）に失踪し、裁判所の管理下になっていた。2011年（平成23年）3月11日に発生した東北地方太平洋沖地震（東日本大震災）で建物に被害が出たが、仙台市による応急危険度判定の対象にならず、裁判所が独自委託する形で調査が行われた。結果、倒壊はしないものの使用には適さない状態と判断され、当プラザは全館閉鎖し、ハイネス荒巻では7月末までに全世帯の退去が完了した。居住者は応急仮設住宅の入居資格を得ている。
その後、建物の所有者はランドクリエイト株式会社（広島市）の東京支店に移り、建物を解体する考えが町内会に示され、2012年（平成24年）末から解体工事が始まり、アスベスト除去等のため約3ヶ月遅れの2014年（平成26年）1月末に終了する予定で進められた。
そして跡地には、2019年4月27日にパチンコベガスワンダープラザ店（株式会社ダイハチ）がオープン。

## 関連年表
- 1975年（昭和50年） - 荒巻字川平に荒巻土地区画整理事業施行（1981年（昭和56年）まで。面積66.0ha、総事業費75億円）[24]。
- 1977年（昭和52年）
  - 住居表示が実施され、荒巻本沢（1〜3丁目）、滝道、中山（1〜9丁目）、川平（1〜2丁目）、西勝山、東勝山（1〜3丁目）との地名が生まれた[25]。
  - 12月1日 - 「荒巻セントラルプラザ」開業[2]
- 1978年（昭和53年）12月、「ハイネス荒巻」竣工[要出典]
- 1987年（昭和62年）、みやぎ生協桜ヶ丘店開業。[要出典]
- |1998年（平成10年）5月～1999年（平成11年）6月、改修工事を実施[9][26]。
- 2010年（平成22年）10月10日、核店舗のヨークベニマル荒巻店が閉店。[要出典]同年10月15日、近隣の荒巻本沢工区沿いに「ヨークベニマル新荒巻店」として132台の駐車場を備えた独自店舗を開店した。
- 2011年（平成23年）

  - 3月11日、東北地方太平洋沖地震（東日本大震災）で被災。当プラザでは、外壁タイルが多数落下し、天井の落下や基礎部分が陥没するなどした。また、上階のハイネス荒巻も危険な状態となり、全館閉鎖・立入禁止状態となった。
  - 3月15日 - ハイネス荒巻の住民が自治会を結成[20]。
  - 7月31日 - ハイネス荒巻から全世帯の退去が完了[21]。

## かつて入居していた店舗・企業等
同じ業種のテナントを表記しているが時期によって入っていたテナントが異なる。
- ヨークベニマル荒巻店 - 1階で食料品を販売していた店舗面積約300坪の核店舗で[14]、同社の宮城県初出店だった[13]。
- エンドーチェーン荒巻店 - 2階で衣料品・雑貨を販売していた[14]。

- ダルマ薬局荒巻セントラルプラザ店[9]
- ミドリ薬局[9]

- ロッテリア[9]

- タイトー[9]

- 本の誠山房[9]

## アクセス
- 駐車場：約600台[5]
- 仙台市営バス「本沢三丁目」バス停下車[9]
- 仙山線・北山駅より徒歩17分
- 仙山線/地下鉄南北線・北仙台駅より徒歩20分